# Top Model Sverige
Top Model Sverige (tiếng Anh: Top Model Sweden) là một chương trình truyền hình thực tế của Thụy Điển dựa trên America's Next Top Model. Nó đã được phát sóng trên TV3 ở Thụy Điển. Mùa đầu tiên là Top Model Stockholm được phát sóng vào năm 2007 và được host bởi Vendela Kirsebom. Chương trình đã trở lại TV3 vào năm 2012 với Izabella Scorupco làm host. Tuy nhiên, cô cũng chỉ kéo dài một mùa và đã được thay thế bởi Caroline Winberg, người đã tổ chức cho mùa thứ ba và thứ tư của chương trình.

## Tóm tắt chương trình
Trong suốt mùa thứ hai, chương trình còn chứng kiến một sự biến đổi độc đáo khi toàn bộ cuộc thi được tổ chức tại Los Angeles được thực hiện bằng tiếng Anh do một số thành viên của ban cố vấn không thể nói tiếng Thụy Điển.
Mùa 4 bao gồm cả nữ và nam, và số lượng thí sinh đã tăng thành 14 từ 10. Ngoài ra, mùa này phát sóng 40 tập trong 10 tuần.

## Các mùa
| Mùa | Phát sóng           | Quán quân          | Á quân               | Các thí sinh theo thứ tự bị loại | Tổng số thí sinh | Điểm đến quốc tế    |
| --- | ------------------- | ------------------ | -------------------- | --- | ---------------- | ------------------- |
| 1   | 12 tháng 9 năm 2007 | Hawa Ahmed         | Margarita Maiseyenka | Lina Svenaeus (dừng cuộc thi), Albulena Grajqevci, Linda Lindén, Hanna Markendahl, Pauline Naisubi, Daniella Pedersen & Nadia Borra, Malin Karlén, Jenny Andersson, Pia Åkesson, Sanna Lindfors      | 13               | Không có            |
| 2   | 31 tháng 1 năm 2012 | Alice Herbst       | Klara Kassman        | Linnéa Melander, Ivana Komso, Sophie Angner, Jamilla Idris, Jenny Hammarlund, Victoria Eriksson, Sibel Kara, Nina Strauss, Rebecka Skiöld-Nielsen                                                    | 11               | Los Angeles Berlin  |
| 3   | 21 tháng 1 năm 2013 | Josefin Gustafsson | Shams Ben-Mannana    | Eleonore Lilja (tước quyền thi đấu), Fatou Khan, Izabell Hahn, Afnan Maaz, Josefin Toomson, Jasmine Sjöberg, Malin Ekholm, Pamela Olivera                                                            | 10               | Los Angeles         |
| 4   | 24 tháng 2 năm 2014 | Feben Negash       | Ellinor Bjurström    | Fanny Karlsson, Astrid Wesström, Sanel Dzubur, David Lundin, Sebastian Lysén, Joakim Journath, Elzana Kadric, Kevin Montero & Jennifer Larsén, Kostas Vlastaras, Michael Gustafsson, Agnes Hedengård | 14               | Frankfurt Cape Town |